# Wielka biała polska
Wielka biała polska – rasa świni domowej, która ukształtowała się w wyniku wieloletniej hodowli świni rasy wielkiej białej angielskiej i białej ostrouchej (wyhodowanej w Niemczech z wielkiej białej angielskiej z dolewem krwi świni średniej białej angielskiej).

## Historia
Świnie rasy wielkiej białej angielskiej sprowadzono do Polski na przełomie XIX i XX wieku. Początkowo były one hodowane na Lubelszczyźnie i w Małopolsce. Rasa biała ostroucha hodowana była zaś na terenach zaboru niemieckiego. Zintensyfikowanie rozwoju tej rasy w całej Polsce nastąpiło po I wojnie światowej. Ostra selekcja przetłuszczonej świni białej ostrouchej w kierunku mięsnym zbliżyła jej użytkowość rzeźną do użytkowości rzeźnej rasy wielkiej białej angielskiej. W wyniku krzyżowania obydwu ras otrzymywano mieszańce coraz bardziej podobne do siebie, tak że w 1956 roku uznano je za nową, odrębną rasę – najpierw wielką białą, a następnie wielką białą polską.

## Cechy
Świnie tej rasy są określane jako późno dojrzewające. Dorosłe knury w kondycji hodowlanej osiągają masę 300–350 kg, a lochy 250–300 kg. Zwierzęta charakteryzują się mocną konstytucją, co pozwala na ich wykorzystanie w chowie wielkostadnym, bezściółkowym; dużą plennością (od 10 do 12 prosiąt w miocie); dobrą mlecznością i zadowalającą odpornością. Mioty loch tej rasy są liczne, silne i szybko rosnące.

### Cechy morfologiczne
- Głowa średniej wielkości o profilu prostym
- Klatka piersiowa średnio głęboka
- Szynki dobrze umięśnione i wykształcone
- Tułów duży i szeroki, zbudowany bardzo harmonijnie
- Umaszczenie białe
- Uszy małe i stojące

## Zastosowanie i przeznaczenie
Świnie typu mięsnego przeznaczone do chowu wielkostadnego w intensywnym systemie produkcji.